# Zollhaus (Weiden in der Oberpfalz)

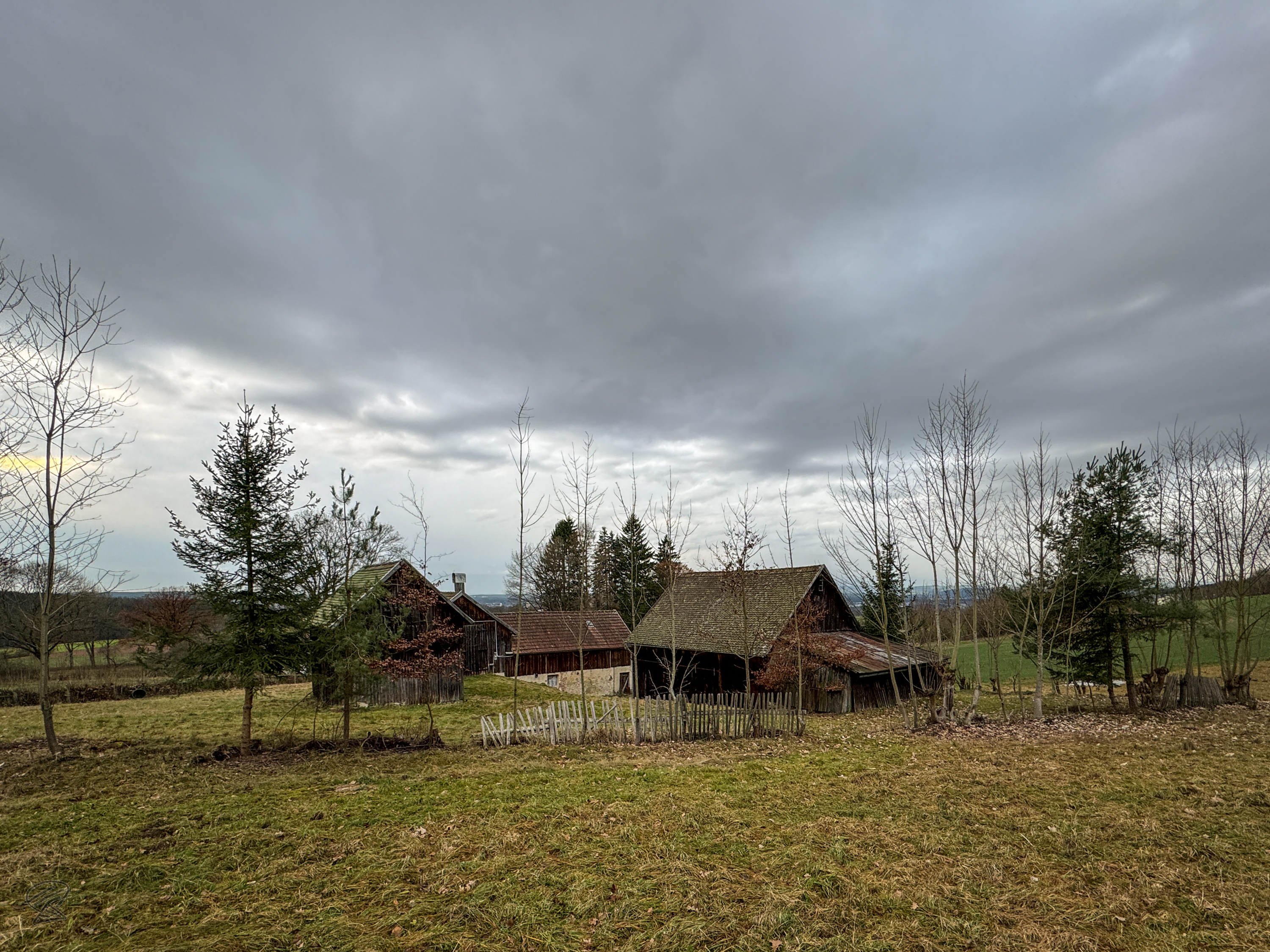
Zollhäusl (2023)

Zollhaus ([ˈt͡sɔlˌhaʊ̯s] ) ist eine Einzelsiedlung und ein Gemeindeteil innerhalb des Stadtteils Weiden-Ost II von Weiden in der Oberpfalz.

## Geografie
Nördlich in etwa 600 Metern Entfernung von Zollhaus liegt Tröglersricht und südöstlich in etwa 1,1 Kilometern befindet sich Mitterhöll, östlich liegt in etwa 1,7 Kilometer Oberhöll und Weiden liegt etwa 2,6 Kilometer westlich von Zollhaus.

## Geschichte
Zollhaus, auch Zollhäusl genannt, wurde als Wegzollhaus für die sogenannten Mauthner und Zöllner in der Mitte des 13. Jahrhunderts errichtet, auf der Grenze zum ehemaligen Herrschaftsbereich Waldthurn.
Bekannt ist, dass die Räumlichkeiten im Jahre 1856 als Gemeindewirtshaus genutzt wurden.
Nach eine Zählung im Jahre 1853 gehörte zum Landgerichts Weiden (Gründung 1838) die Gemeinde
Edeldorf, mit der zugehörigen Aufgliederung:
| Gemeindeteile        | Einwohnerzahlen | Wohngebäude |
| -------------------- | --------------- | ----------- |
| Zollhaus (Einöde)    | 3               |             |
| Theisseil (Dorf)     | 149             |             |
| Edeldorf (Dorf)      | 98              |             |
| Tröglersricht (Dorf) | 70              |             |

Im Jahre 1882 hatte die Einöde Zollhäusl 6 Einwohner.
Die Eingemeindung von Zollamt und Tröglersricht nach Weiden erfolgte am 1. Februar 1915.

## Sagen
“Die Hel, Höl ist ein kleines dorf bei Weiden in der Oberpfalz. Der kirchsteig von Zollhaus nach Hel heist Helweg. Das alte schloß liegt bei der Hel; es stand auf einem waldberg, wo drei schwestern wohnten. Eine saß zum öfteren auf dem platz, hat geweint (g*hèi"t) und leinhaupten (Leinsamen), weiße und gelbe, an der sonne gedörrt. Ein schäfer nahm eine handvoll und es war lauter gold. Vom alten schloß bei der Hel aus zieht die wilde jagd im wald herum. Mal sah eine frau ein kleines lamm auf dem weg; vermeinend es habe die herde verloren, nahm sie es auf den arm, trug es eine weile, bis sie glaubte, es werde nun den weg zur herde selbst finden, und ließ es auf den boden, wo es aber vor ihren augen verschwand.”